# (35800) 1999 JT32
1999 JT32 (asteroide 35800) é um asteroide da cintura principal. Possui uma excentricidade de 0.08198790 e uma inclinação de 8.21390º.
Este asteroide foi descoberto no dia 10 de maio de 1999 por LINEAR em Socorro.